# جوستين باكر
جوستين باكر (بالهولندية: Justin Bakker)‏ (3 مارس 1998 بأمستردام في هولندا - ) هو لاعب كرة قدم هولندي في مركز الدفاع.

## وصلات خارجية
- جوستين باكر على موقع قاعدة بيانات كرة القدم.إي يو (الإنجليزية)
- جوستين باكر على موقع Soccerway.com (الإنجليزية)